# Посевы
Посе́вы — засеянная площадь — то, что посеяно.
Различают:
- по сельскохозяйственной культуре (например, посевы пшеницы, посевы овса и т. п.);
- по количеству культур, высеянных на одной площади: монокультура или смешанные (уплотнённые) посевы;
- по срокам посева (например, озимые, яровые и т. п.)

### Монокультура
Посевы, представленные единственной сельскохозяйственной культурой, — длительное и непрерывное возделывание растений одного вида без соблюдения севооборота.

### Уплотнённые или смешанные посевы
Уплотнённые посевы (смешанные или уплотнительные посевы) — совместные одновременные (или раздельные — в междурядья) посевы двух и более сельскохозяйственных культур на одной площади. Данная аграрная технология позволяет полнее использовать энергию солнца — листья растений формируются в разных ярусах, плодородие пашни — корневая система основной культуры и различных растений-уплотнителей закладывается и развивается в разных почвенных горизонтах. Применяют для получения большего урожая с одной единицы площади при одновременном посеве или посадке. Посев полегающих и прочностебельных растений на одной площади облегчает механизацию уборочных работ. Защитные или кулисные посевы — разновидность уплотнённых посевов. В качестве кулис высаживают высокостебельные, быстрорастущие растения: кукурузу, горох (на опорах), а между ними выращивают в центральных и северных районах огурцы или помидоры, а на юге и позднюю капусту. Кроме того, совместные смешанные посевы рекомендуется использовать в качестве средства биологической защиты культурных растений от вредителей и болезней.

### Яровые посевы
Традиционные весенние посевы однолетних культур.

### Повторные посевы
Повторные посевы — вторичные посевы сельскохозяйственных растений на поле после уборки урожая основной культуры, дающие урожай в год посева. Различают:
- повторные посевы на протяжении одного года, когда после сбора ранних культур высевают следующие;
- посевы одной и той же культуры на одном поле в течение двух или нескольких лет подряд (например, посевы хлопчатника, риса, пшеницы и так далее).

Повторные посевы, произведённые на протяжении одного сезона, позволяют производительнее использовать пашню и получить больший объём сельскохозяйственной продукции с единицы площади. Кроме того, данную методику применяют также на запольных участках (не входящих в севооборот), например, в случае выращивания конопли на протяжении двух — трёх лет подряд на хорошо удобренном навозом коноплянике.

### Озимые посевы
Озимые посевы — озимые культуры в большинстве случаев являются представителями однолетних растений. Их сеют с конца лета до осени, чтобы до наступления зимних холодов они успели прорасти и хорошо укорениться, а с наступлением весеннего тепла продолжить свой жизненный цикл и созреть несколько раньше, чем яровые. Большинство современных злаков бывают только яровыми. Озимую (и яровую) форму имеют пшеница, рожь, ячмень и тритикале. В целом, озимые зерновые по сравнению с яровыми, как правило, дают более высокий урожай. Это связано с холодостойкостью и возможностью использовать для роста влагу, полученную в результате таяния снега. Таким образом, озимые сорта можно выращивать в районах с высоким снежным покровом и достаточно мягкими зимами.

### Подзимние посевы
Подзимние посевы — осуществляют поздней осенью, когда температура воздуха установится на отметке около 0°С, а температура почвы снизится до +2/+4°С. Наиболее эффективны подзимние посевы на земельных участках, где почва медленно оттаивает, долго прогревается и не успевает просохнуть до начала весенних полевых работ. Подзимние посевы дают возможность получить свежую продукцию на две недели раньше, чем при обычном посеве, а если ранней весной дополнительно укрыть посевы плёнкой, то сбор урожая будет ещё на неделю раньше. Обычно для подзимних посевов выбирают озимый чеснок, морковь, свёклу, петрушку, укроп, репчатый лук, шпинат, редис и даже цветы — применение этой методики избавляет от необходимости использовать рассаду этих культур.